# Crocodile Dundee II
Crocodile Dundee II är en australisk och amerikansk äventyrskomedi från 1988, i regi av John Cornell, inspelad i Northern Territory (Australien) och New York. Filmen är den andra av tre i Crocodile Dundee-serien.

## Handling
Bushmannen Mick "Crocodile" Dundee (Paul Hogan) har bosatt sig i New York med flickvännen Sue Charlton (Linda Kozlowski), och börjar tröttna på livet som arbetslös. Han blir ganska snabbt erbjuden ett jobb av sin nye vän Leroy Brown (Charles S. Dutton) – en man som fejkar sin image genom att säga att han håller på med "tunga grejer" – då han egentligen bara levererar kontorsmateriel. Dock hinner Mick knappt börja innan ett nytt äventyr inleds.
Efter att Sues exman skickat henne en film från Colombia för att kunna fälla en knarklangare, Rico (Hechter Ubarry), för mord och knarkbrott blir hon kidnappad av Rico. Mick får reda på detta, och han tvingas själv hitta på ett sätt att frita Sue eftersom Rico hotat med att döda henne om polis tillkallas. Han tar lite hjälp av Leroy med vänner, vilka distraherar Ricos hejdukar när Mick ensam smyger in i huset – en kupp som lyckas, delvis.
Efter det flyr Mick och Sue till Micks hemtrakter ("Walkabout Creak") i Australien, men efter dem kommer dock Rico och hans hejdukar som bland annat tillfångatar Micks gamle vän Walter "Wally" Reilly (John Meillon) för att leda dem till Mick genom bushen.

## Rollista
| Paul Hogan                | – Michael J. ("Mick") "Crocodile" Dundee |
| Linda Kozlowski           | – Sue Charlton                           |
| John Meillon              | – Walter "Wally" Reilly                  |
| Hechter Ubarry            | – Rico                                   |
| Juan Fernández de Alarcon | – Miguel                                 |
| Charles S. Dutton         | – Leroy Brown                            |
| Kenneth Welsh             | – Brannigan                              |
| Dennis Boutsikaris        | – Bob Tanner                             |
| Ernie Dingo               | – Charlie                                |
| Steve Rackman             | – Donk                                   |
| Gerry Skilton             | – Nugget                                 |
| Gus Mercurio              | – Frank                                  |
| Luis Guzmán               | – Jose                                   |